# Sansaft
Sansaft (arab. صنصفط) – miejscowość w Egipcie, w muhafazie Al-Minufijja. W 2006 roku liczyła 13 037 mieszkańców.